# Ankalakoppa, Gubbi
Ankalakoppa là một làng thuộc tehsil Gubbi, huyện Tumkur, bang Karnataka, Ấn Độ.